# Orthogonioptilum subueleense
Orthogonioptilum subueleense är en fjärilsart som beskrevs av Pierre Claude Rougeot 1972. Orthogonioptilum subueleense ingår i släktet Orthogonioptilum och familjen påfågelsspinnare. Inga underarter finns listade i Catalogue of Life.